# Liste der Monuments historiques in Ocquerre
Die Liste der Monuments historiques in Ocquerre führt die Monuments historiques in der französischen Gemeinde Ocquerre auf.

## Liste der Bauwerke
| Bezeichnung | Beschreibung              | Standort | Kennzeichnung | Schutzstatus | Datum | Bild           |
| ----------- | ------------------------- | -------- | ------------- | ------------ | ----- | -------------- |
| Herrenhaus  | Erbaut im 16. Jahrhundert | (Lage)   | PA00087183    | Inscrit      | 1933  | weitere Bilder |

## Liste der Objekte
Zum Verständnis siehe: Kirchenausstattung
- Monuments historiques (Objekte) in Ocquerre in der Base Palissy des französischen Kultusministeriums